# Daours
Daours (picardisch: Dour, niederländisch: Dors) ist eine nordfranzösische Gemeinde mit 755 Einwohnern (Stand 1. Januar 2022) im Département Somme in der Region Hauts-de-France. Die Gemeinde liegt im Arrondissement Amiens, im Kanton Amiens-3 und ist Teil der Communauté de communes du Val de Somme.

## Geographie
Die Gemeinde liegt unterhalb von Corbie ganz überwiegend am rechten Ufer der Somme an der Einmündung der Hallue. Im Nordosten besitzt das Tal der Somme ein ausgeprägtes Steilufer (La Falaise) mit größeren Mooren (Marais de Daours und Marais des Hallettes) im Tal. Im Süden gehören auch Moorgebiete südlich der kanalisierten Somme zu Daours; die Nachbargemeinde Vecquemont bildet nahezu eine Enklave innerhalb von Daours. Der Haltepunkt Daours an der Bahnstrecke Paris–Lille liegt außerhalb des Gemeindegebiets in der Gemeinde Aubigny. Auch die nordwestlich gelegene Nachbargemeinde Bussy-lès-Daours am Westufer der Hallue schnürt das Gemeindegebiet stark ein. Daours bildet mit Vecquemont einen Siedlungskomplex.

## Geschichte
Daours, ein Ort mit prähistorischen und gallo-romanischen Funden, entstand an einem alten Flussübergang entlang der Landstraßen von Corbie nach Amiens und der Straße nach Port-Noyelles. Seit dem Frühmittelalter besaß die Abtei Corbie hier Rechte, u. a. Zollrechte. Auf den Falaises stand das untergegangene Dorf Wagny, an das noch ein Flurname erinnert, mit einem Priorat. Daours besaß im Mittelalter ein Leprosenhaus. 1597 besiegte König Heinrich IV. hier das spanische Heer. 1615 wurde der Ort durch den Marschall d’Ancre befestigt. 1636 wurde Daours durch spanische Truppen geplündert und gebrandschatzt. Die Somme wurde zwischen 1821 und 1827 kanalisiert und eine Schleuse wurde errichtet. Nach der Errichtung einer Holzbrücke über die Somme in den Jahren 1831 bis 1832 begann die Industrialisierung. 1843 erreichte die Eisenbahn Daours. Von 1860 bis 1865 wurde die Kirche als Ziegelbau errichtet. Während des Ersten Weltkriegs bestand ein britisches Feldlazarett. 1940 sprengten französische Truppen die Eisenbahnbrücke, die die Wehrmacht als Holzkonstruktion wieder aufführen ließ.
| 1962 | 1968 | 1975 | 1982 | 1990 | 1999 | 2006 | 2018 |
| ---- | ---- | ---- | ---- | ---- | ---- | ---- | ---- |
| 709  | 718  | 788  | 762  | 789  | 768  | 776  | 780  |

## Sehenswürdigkeiten
- neugotische Kirche Saint-Jacques von Victor Delefortrie

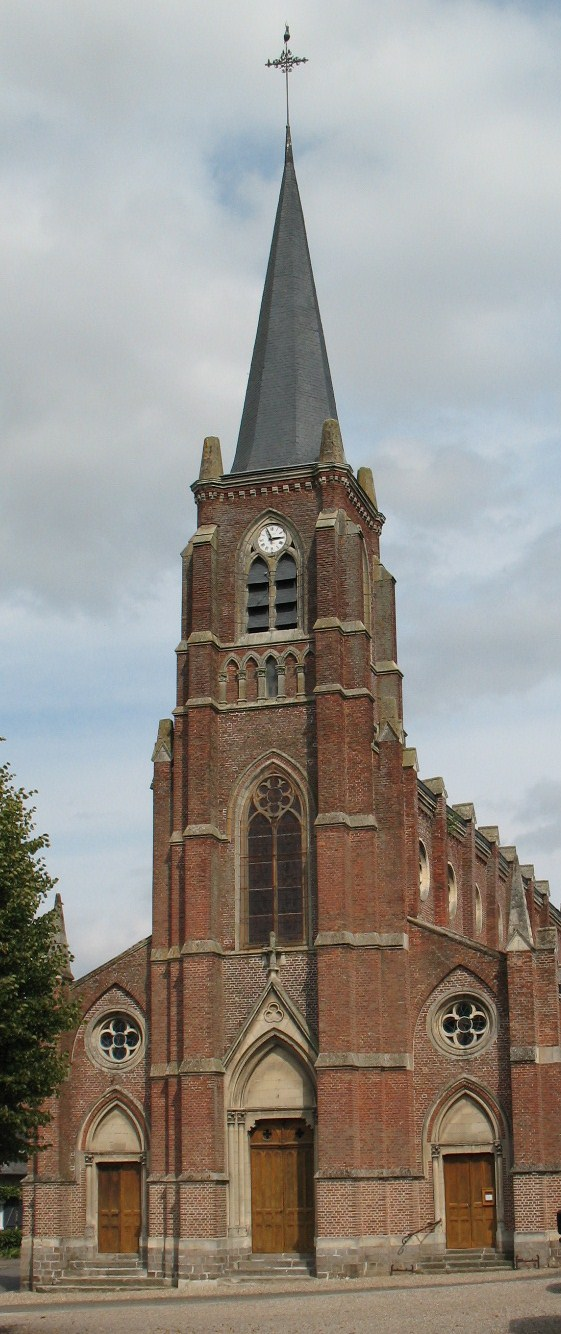
Kirche Saint-Jacques

- britischer Soldatenfriedhof